# سفارت قزاقستان در اتاوا
سفارت قزاقستان در اتاوا (به انگلیسی: Embassy of Kazakhstan) یک سفارت در کانادا است که در اتاوا واقع شده‌است.